# Bridget Sloan
Bridget Sloan (Cincinnati, 23 de junho de 1992) é uma ginasta estadunidense que compete em provas de ginástica artística.
Desde 2005, Bridget faz parte da equipe nacional americana e desde 2007, compõe a equipe sênior. Sloan fez parte da equipe estadunidense que disputou os Jogos Olímpicos de 2008 em Pequim e nele conquistou a medalha de prata por equipes.

## Carreira
Bridget, que vive na cidade de Pittsboro - Indiana, é a filha mais nova de Jeff e Mary Sloan e tem ainda três irmãos mais velhos - Kyle, Kassie e Nathan. A jovem começou no desporto aos quatro anos, em 1996. Atualmente a ginasta cursa a Tri-West High School, onde tem como matéria favorita as Ciências e treina no ginásio Sharp's, ao lado de sua companheira de equipe Samantha Peszek.
Sua estreia em campeonatos como ginasta (ainda não representante nacional), foi em 2003 no American Challenge, onde não obteve grandes resultados. Na seguinte, ainda no mesmo ano, no U.S. Challenge, vieram seus primeiros resultados contabilizados. O segundo lugar nas barras assimétricas.
No ano de 2005, agora na categoria júnior nacional, em sua primeira competição de médio porte, o Campeonato Nacional Americano, a ginasta terminou o concurso geral na quinta colocação e com a medalha de prata no solo. Em seguida, fora escolhida como reserva para o Mundial de Stuttgart, mas não chegou a substituir nenhuma ginasta titular. Membro da equipe sênior americana desde 2007, Sloan terminou com uma medalha de prata no solo e uma de bronze, no individual geral, na competição Good Luck Beijing Int. Tournement. O ano seguinte não começara bem para a ginasta. Em uma competição internacional, o quadrangular Estados Unidos vs. Itália vs. Polônia vs. Espanha, apesar de conquistar a medalha de ouro por equipes, Bridget sofreu uma lesão no menisco e, para não perder o Nacional - no qual terminou com uma medalha de bronze nas barras assimétricas - e a classificatória para as Olimpíadas, optou por retornar para se recuperar.[carece de fontes?] Em julho, na cidade de Houston, Sloan foi uma das escolhidas para representar a equipe olímpica estadunidense. No mês posterior, Bridget ajudou a equipe americana a conquistar a medalha de prata nos Jogos Olímpicos de Pequim com sólidas e consistentes apresentações. No individual geral, ficou com a 11º colocação na fase de classificação. Como as regras só permitem duas atletas por país e que tenham competido em todos os aparelhos durante a fase eliminatória, sua participação encerrou-se, visto que ficara atrás de Nastia Liukin e Shawn Johnson.
Em 2009, na primeira competição em nível internacional, a Tyson American Cup, de edição realizada em Hoffman Estates, Bridget encerrou sua participação na segunda colocação geral, superada pela novata compatriota, Jordyn Wieber e a frente da alemã Kim Bui, que completou o pódio. Após este evento, a atleta participara de outras duas competições também em nível internacional: na disputa entre nações, o Alemanha vs Estados Unidos, a ginasta conquistou duas medalhas de ouro, sendo a primeira delas por equipes. Ao lado de Corrie Lothrop, Mackenzie Caquatto, Olivia Courtney, Bridgette Caquatto, Mattie Larson, Kytra Hunter e Sabrina Veja, encerrou participação com pouco mais de doze pontos de vantagem sobre as alemãs, segundas colocadas. Logo depois, na disputa do individual geral, Bridget mostrou suas novas rotinas e como não cometera erros graves conquistou nova medalha de ouro. Suas compatriotas Corrie Lothrop e Mackenzie Caquatto completaram o pódio com a prata e o bronze. No encontro seguinte, o Estados Unidos vs França, Sloan conquistou mais duas medalhas de ouro. A primeira, por equipes, veio com o score de 229,250 - dez pontos a frente das francesas. Na sequência, no concurso geral, mais uma vez terminou com o primeiro lugar, ao totalizar 58,950, a frente, novamente, de duas de suas companheiras de equipe - Mackenzie Caquatto e Olivia Courtney. Ao participar do Campeonato Visa, em agosto, a atleta conquistou a medalha de ouro no evento geral individual, superando as ginastas Ivana Hong e Rebecca Bross. Em outubro do mesmo ano, a atleta participou do Mundial de Londres, na Inglaterra. Neste evento, que não contou com as provas coletivas, Bridget qualificou-se para duas finais. Na primeira delas, o concurso geral, conquistou a medalha de ouro, após falha de sua companheira de equipe, Rebecca Bross, na última acrobacia do último aparelho, o solo. Nos aparatos, foi a sexta colocada das barras assimétricas, ao somar 14,600, em prova conquistada pela chinesa He Kexin. Em julho de 2010, disputou o U.S Covergirl Classic, no qual competidora em dois aparelhos, encerrou medalhista de prata na trave, superada pela companheira de seleção Alicia Sacramone. Em sua primeira participação pan-americana, esta em 2011, Sloan conquistou a medalha de ouro por equipes, após superar, junto a suas compatriotas, a seleção canadense.

## Principais resultados
| Ano  | Evento                                    | AA               | Equipe           | Salto sobre o cavalo. | Trave.            | Barras assimétricas. | Solo.             |
| ---- | ----------------------------------------- | ---------------- | ---------------- | --------------------- | ----------------- | -------------------- | ----------------- |
| 2006 | International Gymnix (júnior)             | Medalha de prata |                  | Medalha de bronze     |                   |                      |                   |
| 2006 | Campeonato Visa (júnior)                  |                  |                  |                       |                   | Medalha de bronze    |                   |
| 2007 | Campeonato Nacional Americano             |                  |                  |                       |                   |                      | Medalha de prata  |
| 2007 | U.S Classics                              | Medalha de ouro  |                  | Medalha de bronze     | Medalha de bronze | Medalha de prata     | Medalha de bronze |
| 2008 | Campeonato Nacional Americano             |                  |                  |                       |                   | Medalha de bronze    |                   |
| 2008 | Pré-Olímpico                              |                  |                  |                       |                   | 8º                   |                   |
| 2008 | Jogos Olímpicos                           |                  | Medalha de prata |                       |                   |                      |                   |
| 2009 | Copa América                              | Medalha de prata |                  |                       |                   |                      |                   |
| 2009 | Estados Unidos vs Alemanha                | Medalha de ouro  | Medalha de ouro  |                       |                   |                      |                   |
| 2009 | Estados Unidos vs França                  | Medalha de ouro  | Medalha de ouro  |                       |                   |                      |                   |
| 2009 | Campeonato Visa                           | Medalha de ouro  |                  |                       |                   | Medalha de ouro      | Medalha de ouro   |
| 2009 | Campeonato Mundial de Ginástica Artística | Medalha de ouro  |                  |                       |                   | 5º                   |                   |
| 2010 | U.S Cover Girl Classic                    |                  |                  |                       | Medalha de prata  |                      |                   |
| 2010 | Campeonato Mundial de Ginástica Artística |                  | Medalha de prata |                       |                   | 4º                   |                   |